# Никола Бокан
Никола Бокан (Врточе, код Дрвара, 21. септембар 1918 – Бања Лука, 20. септембар 1944), учесник Народноослободилачке борбе и народни херој Југославије.

## Биографија
Родио се у селу Врточе, код Дрвар 1918. године. Забршио је столарски занат и радио је у Дрвару као столарски радник. Учесник је народноослободилачке борбе од јула 1941. године, у СКОЈ је примљен августа исте године, а у КПЈ у марту 1942. године.
Учествовао је у заустављању усташког напада на слободну територију Дрвара, борбама око Санског Моста, рушењу возова између Приједора и Санице. Као истакнути борац ушао је у састав пролетерског крајишког батаљона. Нарочито се истакао у Славонији на Грубишном пољу, затим приликом повратка пролетерског батаљона у Босанску крајину код Градишке и пред Козаром у јесен 1942. године. Напредовао је од обичног војника до командира чете у 7. крајишкој бригади, а затим и до заменика команданта 2. батаљона Рибничког одреда. Формирањем 13. крајишке ударне бригаде 23. августа 1943. постављен је за команданта 3. батаљона. Командовао је у борбама на Кључу, Санском Мосту, Мркоњић Граду и другим местима у Босанској крајини.
Као командант 3. батаљона учествоао је у првом партизанском нападу на Бања Луку од 1. до 4. јануара 1944. године. Истакао се у уличним борбама, а када је град био пред ослобођењем стигла је у помоћ немачка моторизована колона те су се партизани морали повући. У другом нападу на Бања Луку од 18. до 20. септембра 1944. године Никола Бокан је погинуо.
Указом Президијума Народне скупштине ФНР Југославије, 5. јула 1951. године, проглашен је за народног хероја.